# Бібліотека імені Адама Міцкевича (Київ)
Бібліотека імені А. Міцкевича Шевченківського району м.Києва.

## Адреса
01054 м.Київ вул. Івана Франка, 16/2 тлф 235-33-87

## Характеристика
Площа приміщення бібліотеки — 310 м², книжковий фонд — 25,9 тис. примірників. Щорічно обслуговує 3,9 тис. користувачів, кількість відвідувань за рік — 20,0 тис., книговидач — 93,0 тис. примірників.

## Історія бібліотеки
Заснована у 1952 році. З 1995 року носить ім'я Адама Міцкевича. Знана у Києві, багатьох містах України й Польщі як одна з перших бібліотек польської літератури в Україні. У 1988 році на прохання міського польського товариства імені А. Міцкевича в бібліотеці створено відділ польської книги. Саме тут сотні поляків міста Києва вперше прилучились до материнської мови, навчаючись на курсах польської мови. Вже 14 років працює в бібліотеці літературно-музична вітальня, проходять конкурси знавців польської поезії, збираються на свої засідання науковці й викладачі польського походження. До фондів бібліотеки передані книги з бібліотеки Посольства Польщі в Україні. Сьогодні у фонді бібліотеки 5,6 тис. примірників видань, якими користуються читачі польського походження — жителі України, працівники польської амбасади та представництв фірм Польщі в Україні, студенти.
Бібліотека отримала в дарунок унікальні історичні документи — багатотомні «Зошити історичні…», що видає Товариство опіки над архівами Літературного інституту в Парижі.